# Elica-ansa-elica

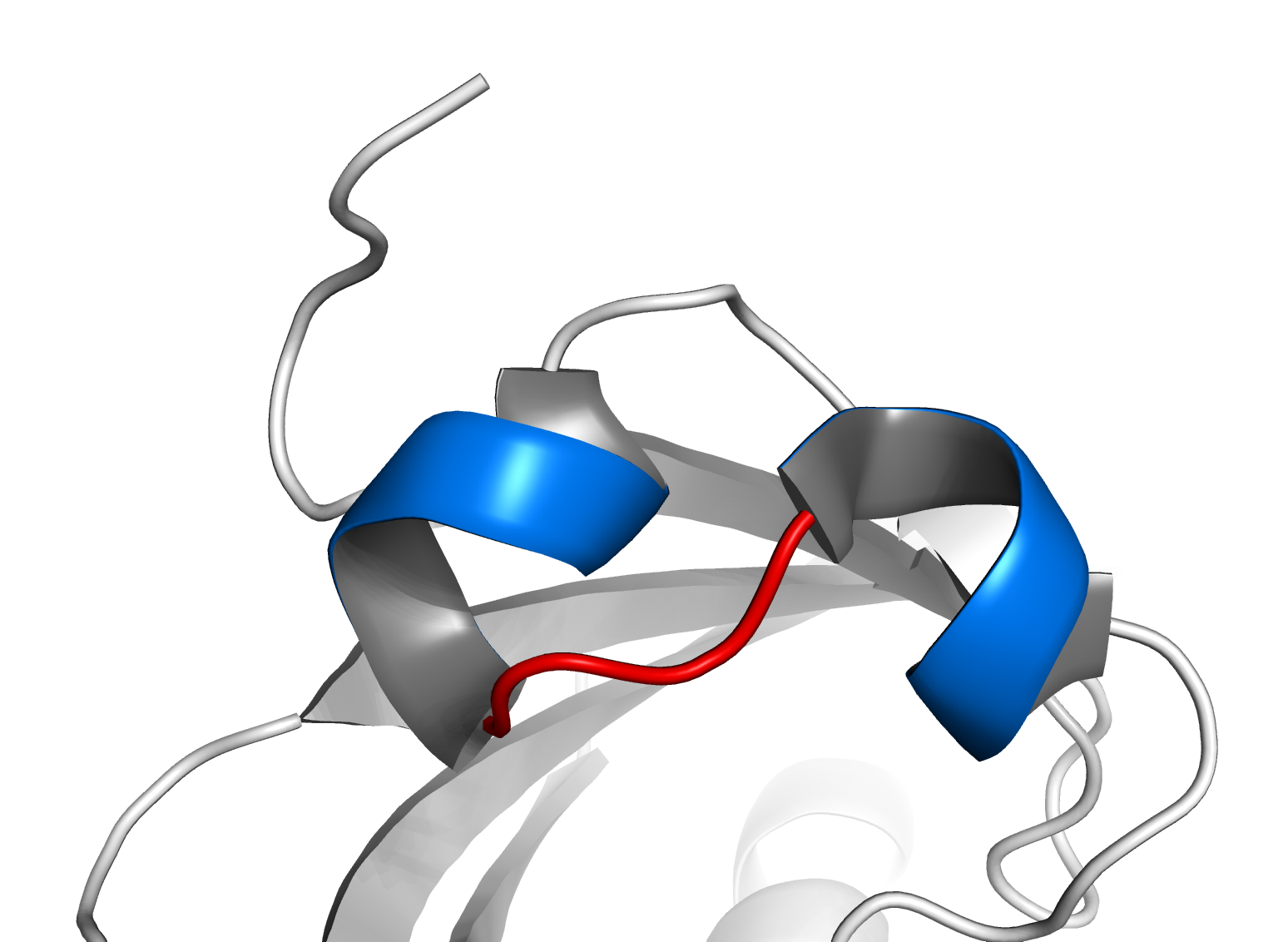
Motivo ad Elica-ansa-elica di una molecola che lega il DNA: le eliche sono in azzurro, l'ansa in rosso

Il motivo a elica-ansa-elica, altrimenti conosciuto all'inglese helix-loop-helix (o HLH), è un motivo strutturale capace di legare il DNA. È composto da due alfa eliche unite l'una all'altra da una serie di amminoacidi ed è presente in un gran numero di proteine che regolano l'espressione genica.
Questa struttura interagisce con il solco maggiore del DNA per mezzo di legami idrogeno e interazioni di Van Der Waals con le basi esposte. Contemporaneamente, la seconda alfa elica stabilizza l'interazione fra la proteina e il DNA.